# Andy Armitage
Andrew Mark „Andy“ Armitage (* 17. Oktober 1968 in Leeds) ist ein ehemaliger englischer Fußballspieler.

## Karriere
Armitage kam 1985 nach seiner Schulzeit im Rahmen eines Youth Training Scheme zu Leeds United, nach dessen Ablauf 1987 gehörte er auf vertragsloser Basis weiterhin dem Verein an und spielte für das Reserveteam in der Central League. Im Sommer 1988 wurde von Trainer Eddie Gray, der den Verein aber noch in der Sommerpause verließ, in die Fourth Division zum AFC Rochdale geholt. Unter dessen Nachfolgern kam Armitage in der Saison 1988/89 als Linksverteidiger zu 38 Saisoneinsätzen, sein Vertrag wurde aber nicht über das Saisonende hinaus verlängert.
Im Anschluss spielte Armitage im Non-League football für den AFC Guiseley in der Northern Counties East League und erreichte mit dem Team das Halbfinale in der FA Vase 1989/90. Nach Auslandsaufenthalten in Australien (dort fußballerisch aktiv in Brisbane bei den Mt Gravatt Hawks) und Neuseeland und einem Intermezzo bei Farsley Celtic (Wechsel im Februar 1991), spielte er in der Saison 1993/94 erneut für Guiseley, die mittlerweile in der Northern Premier League antraten. Dabei gewann er mit dem Klub die Meisterschaft in der NPL, den ligainternen President’s Cup und den West Riding County Cup, zudem stand man im Halbfinale der FA Trophy.  Im Anschluss spielte er nochmals für Farsley. Daneben war Armitage auch im Sunday football von Bradford aktiv, mit dem Team Calverley Victoria gewann er als Spielertrainer 1993 und 1998 Meisterschaften. Um 2013 trainierte er die Horsforth St Margaret’s Juniors.